# Norwegische Meisterschaften im Biathlon 2012
Die Norwegischen Meisterschaften im Biathlon 2012 fanden zwischen dem 21. und dem 24. März 2012 in Trondheim im Saupstad Skisenter statt. 

## Männer

### Einzel (20 km)
| Platz | Starter                | Zeit    | Schießfehler |
| ----- | ---------------------- | ------- | ------------ |
| 1     | Tarjei Bø              | 48:22,6 | 0+1+0+1      |
| 2     | Dag Erik Kokkin        | +1:45,8 | 0+0+0+1      |
| 3     | Rune Brattsveen        | +2:33,6 | 0+2+0+1      |
| 4     | Henrik L’Abée-Lund     | +2:52,2 | 0+1+1+1      |
| 5     | Lars Berger            | +3:02,0 | 0+2+2+1      |
| 6     | Stian Gilje            | +3:45,7 | 2+1+1+0      |
| 7     | Jan Olav Gjermundshaug | +3:48,8 | 0+2+0+1      |
| 8     | Erling Aalvik          | +4:02,6 | 0+2+1+1      |
| 9     | Eirik Bratli           | +4:15,0 | 1+1+0+1      |
| 10    | Vegar Bergli           | +4:18,9 | 0+2+0+1      |

Start: 21. März 2012

### Sprint (10 km)
| Platz | Starter                    | Zeit    | Schießfehler |
| ----- | -------------------------- | ------- | ------------ |
| 1     | Emil Hegle Svendsen        | 24:35,3 | 0+0          |
| 2     | Lars Berger                | +0:08,4 | 0+2          |
| 3     | Stian Gilje                | +0:47,8 | 0+0          |
| 4     | Henrik L’Abée-Lund         | +0:49,3 | 0+1          |
| 5     | Rune Brattsveen            | +0:58,2 | 0+2          |
| 6     | Johannes Thingnes Bø       | +1:00,6 | 2+1          |
| 7     | Frode Andresen             | +1:01,0 | 1+1          |
| 8     | Marius Hol                 | +1:15,9 | 1+0          |
| 9     | Vetle Sjåstad Christiansen | +1:26,2 | 1+1          |
| 10    | Espen Forsell              | +1:28,6 | 1+0          |

Start: 23. März 2012

### Massenstart (15 km)

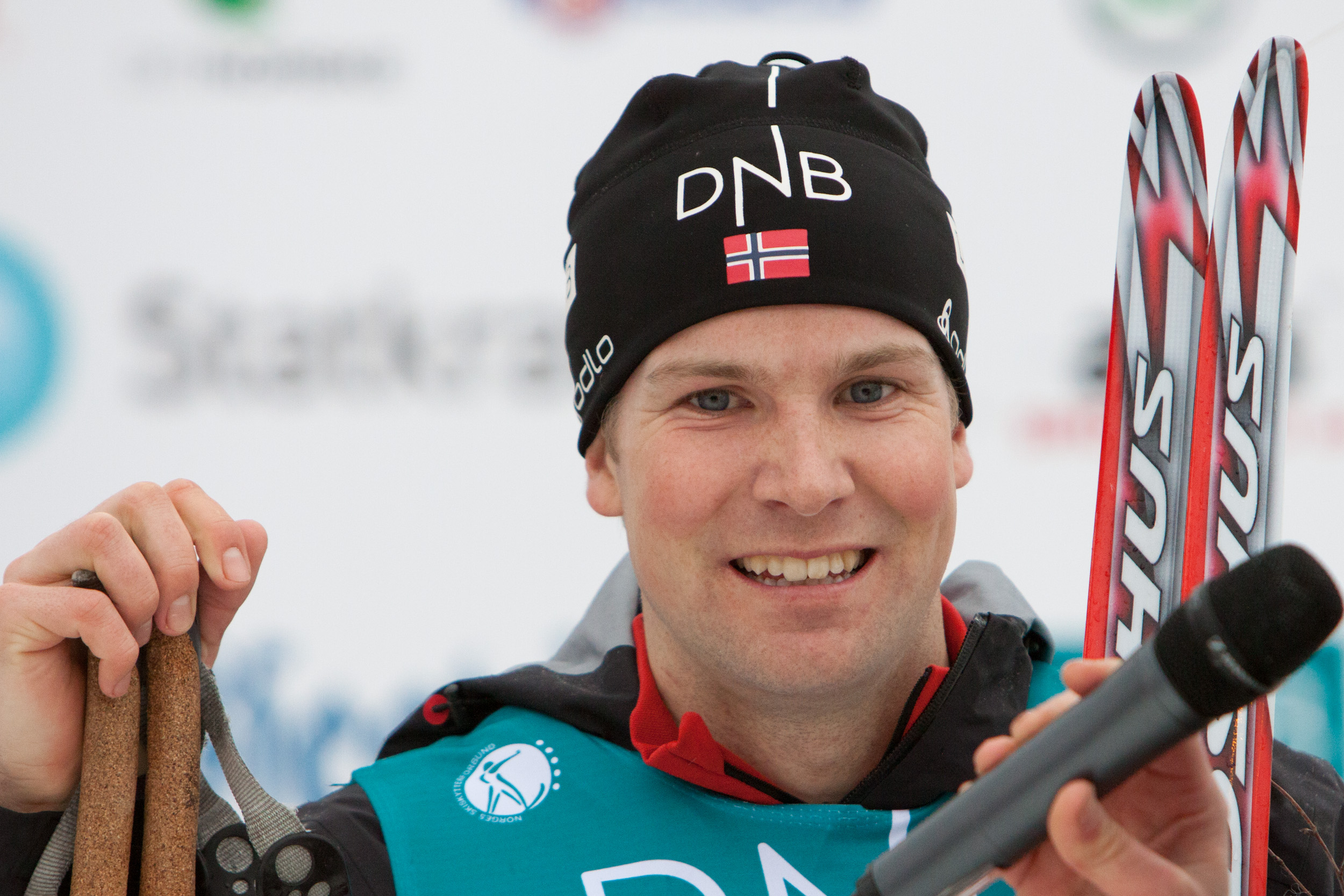
Rune Brattsveen nach dem Gewinn des Massenstarts

| Platz | Starter              | Zeit    | Schießfehler |
| ----- | -------------------- | ------- | ------------ |
| 1     | Rune Brattsveen      | 40:05,6 | 0+1+0+0      |
| 2     | Lars Berger          | +0:57,6 | 1+1+2+1      |
| 3     | Emil Hegle Svendsen  | +1:23,2 | 1+1+2+1      |
| 4     | Johannes Thingnes Bø | +1:34,4 | 0+0+3+2      |
| 5     | Henrik L’Abée-Lund   | +2:46,1 | 3+0+1+2      |
| 6     | Magnus L’Abée-Lund   | +2:47,4 | 1+3+0+1      |
| 7     | Christian Sæten      | +2:58,1 | 0+1+1+3      |
| 8     | Jon Kristian Svaland | +3:00,6 | 0+0+0+2      |
| 9     | Dag Erik Kokkin      | +3:02,7 | 2+0+1+0      |
| 10    | Arve Lien Johnsen    | +3:10,0 | 0+1+3+1      |

Start: 24. März 2012

### Staffel (4 × 7,5 km)
| Platz | Starter                                                                                 | Region             | Zeit      |
| ----- | --------------------------------------------------------------------------------------- | ------------------ | --------- |
| 1     | Magnus L’Abée-Lund Christian Sæten Andreas Grimstvedt Henrik L’Abée-Lund                | Oslo & Akershus 1  | 1:10:15,1 |
| 2     | Frode Andresen Tommi Luchsinger Erlend Bjøntegaard Vetle Sjåstad Christiansen           | Buskerud 1         | +0:09,2   |
| 3     | Syver Nygård Andreas Dahlø Wærnes Arve Lien Johnsen Emil Hegle Svendsen                 | Sør-Trøndelag 1    | +0:47,0   |
| 4     | Jan Olav Gjermundshaug Eirik Losgård Landheim Vegard Bjørn Gjermundshaug Lars Berger    | Nord-Østerdal 1    | +1:16,8   |
| 5     | Jon Kristian Svaland Martin Rui Marius Norø Ingebrigtsen Lars Helge Birkeland           | Agder 1            | +1:16,9   |
| 6     | Eirik Bratli Øyvind Gismervik Mats Røksun Joakim Hald Andersen                          | Oslo & Akershus 2  | +1:27,6   |
| 7     | Johannes Thingnes Bø Håvard Gutubø Bogetveit Jarle Midthjell Gjørven Johan Eirik Meland | Sogn og Fjordane 1 | +1:38,9   |
| 8     | Eirik Robert Christiansen Martin Lindland Pål Kristian Grue Tufte Anders Brun Hennum    | Buskerud 2         | +2:13,7   |
| 9     | Rune Brattsveen Vetle Ravnsborg Gurigard Sondre Prestkvern Vemund Ravnsborg Gurigard    | Oppland 1          | +2:51,1   |
| 10    | Tore Martin Søbak Gundersen Dag Erik Kokkin Jørn Andor Øwre Even Langseth Berg          | Hedmark 1          | +3:04,1   |

Start: 25. März 2012

## Frauen

### Einzel (15 km)
| Platz | Starter                  | Zeit    | Schießfehler |
| ----- | ------------------------ | ------- | ------------ |
| 1     | Tora Berger              | 45:12,7 | 1+0+0+0      |
| 2     | Synnøve Solemdal         | +2:44,0 | 1+0+3+0      |
| 3     | Ane Skrove Nossum        | +3:08,5 | 1+0+0+2      |
| 4     | Birgitte Røksund         | +3:34,0 | 1+1+0+0      |
| 5     | Kari Henneseid Eie       | +3:43,2 | 1+1+0+2      |
| 6     | Tiril Eckhoff            | +4:00,8 | 2+2+0+0      |
| 7     | Fanny Welle-Strand Horn  | +4:17,5 | 0+0+0+4      |
| 8     | Maren Wangensteen        | +5:33,2 | 2+2+2+1      |
| 9     | Vilde Ravnsborg Gurigard | +5:50,4 | 0+0+0+2      |
| 10    | Ane Sandaker Kvittingen  | +5:56,2 | 1+1+1+1      |

Start: 21. März 2012

### Sprint (7,5 km)
| Platz | Starter                    | Zeit    | Schießfehler |
| ----- | -------------------------- | ------- | ------------ |
| 1     | Tora Berger                | 18:54,2 | 0+1          |
| 2     | Synnøve Solemdal           | +0:06,7 | 1+1          |
| 3     | Fanny Welle-Strand Horn    | +0:37,1 | 0+1          |
| 4     | Hilde Fenne                | +0:52,7 | 0+1          |
| 5     | Bente Landheim             | +0:58,7 | 1+1          |
| 6     | Vilde Ravnsborg Gurigard   | +1:16,6 | 0+0          |
| 7     | Maren Wangensteen          | +1:30,3 | 3+1          |
| 8     | Marte Olsbu                | +1:40,1 | 0+1          |
| 9     | Tiril Eckhoff              | +1:48,4 | 2+1          |
| 10    | Frida Strand Kristoffersen | +1:55,1 | 0+3          |

Start: 23. März 2012

### Massenstart (12,5 km)

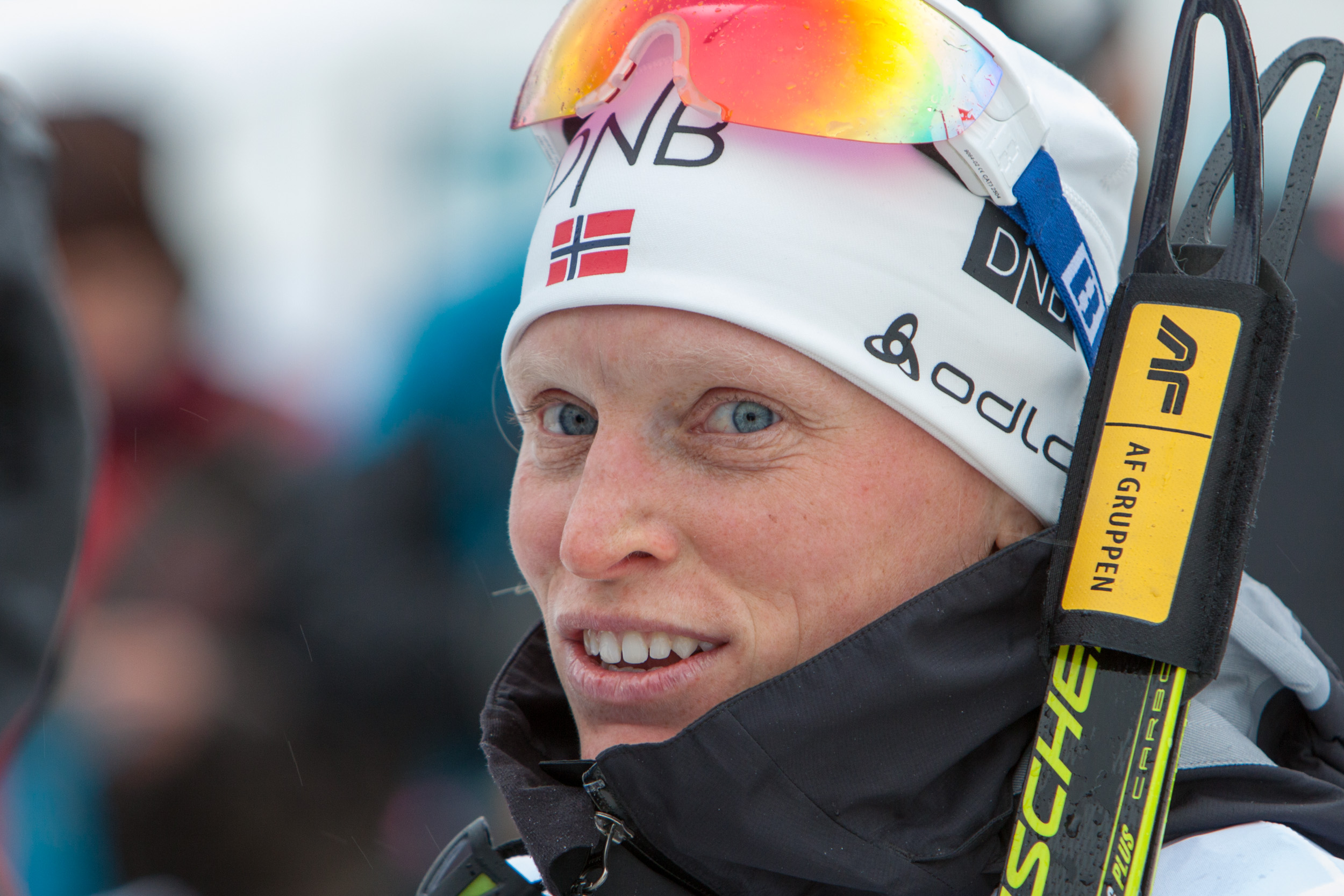
Tora Berger nach dem Gewinn des Massenstarts

| Platz | Starter                    | Zeit    | Schießfehler |
| ----- | -------------------------- | ------- | ------------ |
| 1     | Tora Berger                | 34:20,2 | 1+0+1+0      |
| 2     | Synnøve Solemdal           | +0:43,4 | 1+1+2+0      |
| 3     | Marte Olsbu                | +2:46,7 | 1+0+1+0      |
| 4     | Marie Hov                  | +2:49,9 | 1+0+0+0      |
| 5     | Bente Landheim             | +3:05,9 | 2+1+1+2      |
| 6     | Kari Eie                   | +3:26,0 | 2+4+1+0      |
| 7     | Fanny Welle-Strand Horn    | +3:37,6 | 2+2+2+2      |
| 8     | Birgitte Røksund           | +3:52,7 | 2+1+1+1      |
| 9     | Frida Strand Kristoffersen | +4:06,4 | 2+2+2+0      |
| 10    | Maren Wangensteen          | +4:14,4 | 2+2+4+3      |

Start: 24. März 2012

### Staffel (3 × 6 km)
| Platz | Starter                                                                | Region                 | Zeit    |
| ----- | ---------------------------------------------------------------------- | ---------------------- | ------- |
| 1     | Marion Rønning Huber Bente Landheim Tora Berger                        | Nord-Østerdal 1        | 53:03,5 |
| 2     | Thekla Brun-Lie Tiril Eckhoff Fanny Welle-Strand Horn                  | Oslo & Akershus 1      | +0:22,2 |
| 3     | Vilde Ravnsborg Gurigard Maren Wangensteen Hanne Tingelstad            | Oppland 1              | +1:00,3 |
| 4     | Hilde Fenne Joanna Valland Bjørn Marit Valland                         | Hordaland 1            | +2:23,4 |
| 5     | Karianne Grue Tufte Ane Sandaker Kvittingen Marie Hov                  | Buskerud 1             | +2:51,4 |
| 6     | Ragnhild Flåten Andreassen Karoline Knotten Frida Strand Kristoffersen | Troms 1                | +4:20,7 |
| 7     | Ingvild Sangesland Gunn Margit Andreassen Marte Olsbu                  | Agder 1                | +4:58,7 |
| 8     | Kaia Wøien Nicolaisen Berit Aamodt Anniken L’Abée-Lund                 | Oslo & Akershus 2      | +5:11,2 |
| 9     | Kari Eie Maren Nenseter Hedda Lunderberg Aas                           | Telemark og Vestfold 1 | +6:36,1 |
| 10    | Kristin Sandeggen Mari Stenvold Wik Berit Nordstad                     | Nord-Østerdal 2        | +6:58,9 |

Start: 25. März 2012